# ورزشگاه آئودی فیلد

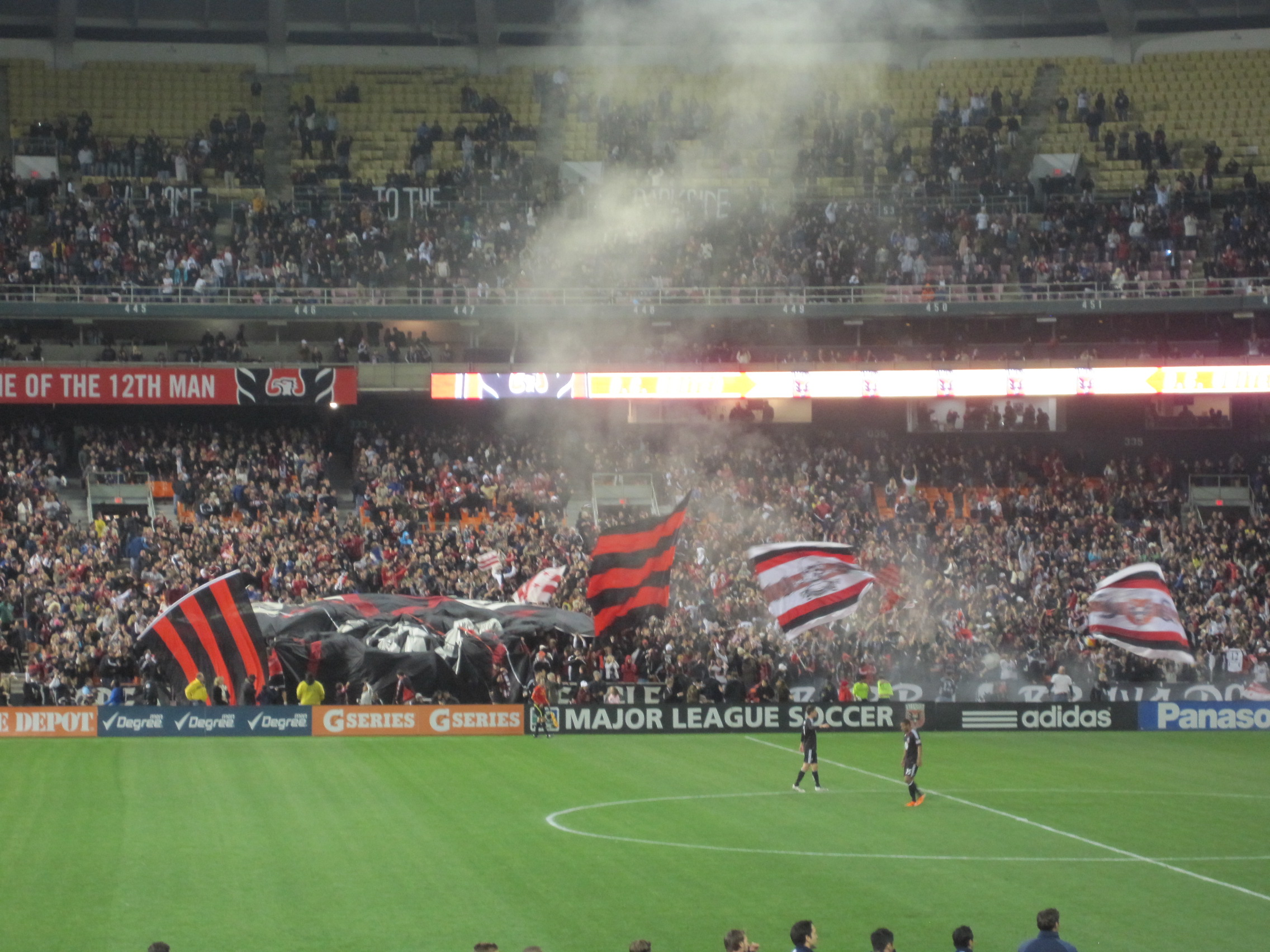

ورزشگاه آئودی فیلد (Audi Field) نام یک ورزشگاه فوتبال در واشینگتن، دی.سی. در امریکاست.
این ورزشگاه ۲۰۰۰۰ نفری در سال ۲۰۱۷ توسط پاپولوس طراحی و جایگزین ورزشگاه یادبود رابرت اف. کندی شد.